# پل گایر
پل گایر، فیلسوف آمریکایی و استاد دانشگاه براون و از برجسته‌ترین پژوهشگران حوزه کانت‌شناسی است. پُل گایر کسی است که بالای بیست سال به فلسفه ایمانوئل کانت پرداخته است.

## آثار
- کانت و ادعاهای ذوق (Cambridge, Mass: Harvard University Press, 1979)
- کانت و ادعاهای شناخت (Cambridge: Cambridge University Press, 1987)
- آراء کانت دربارهٔ آزادی و حقوق و خوشبختی (Cambridge: Cambridge University Press, 2000)
- شناخت و عقل و ذوق: پاسخ کانت به هیوم (Princeton: Princeton University Press, 2008)
- تاریخ زیبایی‌شناسی مدرن ۳ج. (Cambridge: Cambridge University Press, 2014)